# Tvořihráz
Tvořihráz (německy Durchlass) je obec v okrese Znojmo v Jihomoravském kraji. Žije zde 420 obyvatel.

## Název
Jméno vesnice znělo původně Tvořiraz (mužského rodu) a bylo odvozeno od osobního jména Tvořirad (vzniklého spojením tvořiti a rád). Význam místního jména byl "Tvořiradův majetek". Souvislost se základovým osobním jménem byla brzy zapomenuta a konec slova se přiklonil k obecnému hráz (Tvořihráz poprvé doloženo 1353), což bylo podpořeno i tím, že před r se i v jiných místních jménech kladlo h (např. Boleradice > Bolehradice apod.). Koncem 19. století byla nakrátko obnovena podoba Tvořiraz. Do němčiny bylo jméno přejato nejprve jako Durlas (tak zapisováno občas ještě v 18. století), vzápětí se však upravilo přikloněním k předložce durch ("přes") na Durchlass (poprvé doloženo 1355).

## Historie
První písemná zmínka o obci pochází z roku 1349.

## Obyvatelstvo
| Rok            | 1869 | 1880 | 1890 | 1900 | 1910 | 1921 | 1930 | 1950 | 1961 | 1970 | 1980 | 1991 | 2001 | 2011 | 2021 |
| -------------- | ---- | ---- | ---- | ---- | ---- | ---- | ---- | ---- | ---- | ---- | ---- | ---- | ---- | ---- | ---- |
| Počet obyvatel | 614  | 650  | 693  | 712  | 713  | 717  | 681  | 564  | 579  | 539  | 488  | 397  | 371  | 366  | 416  |
| Počet domů     | 99   | 110  | 134  | 139  | 148  | 153  | 162  | 175  | 163  | 162  | 156  | 168  | 178  | 184  | 189  |

## Obecní správa

### Obecní symboly
Znak a vlajka byly obci uděleny rozhodnutím předsedy Poslanecké sněmovny Parlamentu České republiky dne 31. května 2005.

## Pamětihodnosti
- Kaple svatého Dominika
- Boží muka u silnice do Horních Dunajovic
- Socha svatého Jana Nepomuckého
- Zámek Tvořihráz